# Pierre-Louis Chovet
Pierre-Louis Chovet (Aviñón, Francia; 11 de abril de 2002) es un piloto de automovilismo francés. Desde 2020 corre en la Fórmula 3.

## Biografía

### Infancia y ascenso en el karting
Pierre-Louis Chovet practicó muchos deportes durante su infancia, como el esquí, BMX o tenis. Fue un espectador en el Gran Premio de Mónaco de 2011, lo que convenció al joven francés de querer convertirse en piloto de carreras. Rápidamente descubrió el karting, participando en los campeonatos de la región PACA-Córcega, donde ganó el título de cadete en 2015. Al año siguiente, terminó segundo en la Coupe de France en Cadetes. Incluso si se beneficia del apoyo de Stéphane Ortelli, un amigo de la familia, Pierre-Louis Chovet a veces se pierde varias carreras, varias sesiones de práctica preciosas debido a su presupuesto limitado que le impide entrenar con frecuencia y beneficiarse los motores más eficientes. Asesorado por Soheil Ayari, el joven francés entra en el campeonato francés de karting juvenil, organizado por la FFSA, donde todos los pilotos compiten en igualdad de condiciones. Muy consistente y encadenando victorias, Pierre-Louis Chovet se corona lógicamente campeón de Francia Junior por delante, entre otros, de Sami Meguetounif, Victor Bernier o Isack Hadjar.

### Primeras victorias de monoplazas
Como recompensa por su título, Pierre-Louis Chovet hizo su debut en monoplaza en las últimas carreras del Campeonato de Francia de F4. En el Circuito Paul Ricard, impresionó al conseguir la primera victoria de su carrera, por delante de los pilotos presentes desde la inicio del campeonato como Victor Martins. Durante el invierno siguiente, dedicó gran parte de su tiempo a buscar el presupuesto para la próxima temporada, atrayendo patrocinadores. Tercero y mejor francés en Volant Winfield por detrás de Caio Collet, Pierre-Louis Chovet adolece de falta de presupuesto y, por tanto, de experiencia, ya que solo ha podido hacer dos días de pruebas a diferencia de sus oponentes. Sin embargo, logró llegar a fin de mes durante la primera mitad de la temporada y terminó las pruebas de pretemporada a la cabeza. En abril de 2018, Pierre-Louis Chovet se unió a Venturi NEXTGEN, el programa de jóvenes pilotos de Venturi Formula E, junto a Dorian Boccolacci y Arthur Leclerc en particular. También recibió el apoyo y asesoramiento de Johnny Cecotto Jr.. En una primera mitad de la temporada marcada por incidencias técnicas, subió varias veces al podio, lo que le permitió apuntar al sexto puesto provisional. Sin embargo, debido a problemas de presupuesto, tuvo que saltarse la ronda Magny-Cours. Tras convencer a un nuevo patrocinador, hizo su remontada en la siguiente prueba y consiguió su primera victoria de la temporada en el Circuito Paul Ricard. Esta victoria le permite salvar un sexto lugar en el campeonato, con tres carreras menos que los pilotos por delante.
Para la temporada 2019, Pierre-Louis Chovet volvió a buscar patrocinadores para ascender a la Fórmula 3 y acabó fichando un patrocinador importante en abril: en esta época del año, todos los asientos ya están ocupados en la Eurocopa de Fórmula Renault, y Chovet. rechazó una nueva temporada en la Fórmula 4. Gracias a Cecotto y sus socios, Pierre-Louis Chovet entró en el Eurofórmula Open con RP Motorsport, el equipo defensor en dos ocasiones, solo unos días antes del inicio de la temporada. La Euroformula es el único campeonato de fórmulas promocionales con diferentes fabricantes de motores: RP Motorsport está equipado con motores Toyota mientras que la mayoría de los equipos rivales están propulsados por motores Mercedes-Benz o Volkswagen. Sin haber podido participar en los entrenamientos de pretemporada, el problema del piloto francés y su equipo italiano resulta ser el motor, superado totalmente por sus rivales alemanes. Después de solo una ronda, RP Motorsport decidió cambiar de motor para pasar a Volkswagen, pero tuvo que perderse las siguientes dos rondas. El equipo regresa para la cuarta ronda en Spa-Francorchamps. Si los coches italianos van un poco más rápidos (Chovet anota sus primeros puntos en Spa), el equipo sigue en dificultad: Pierre-Louis Chovet (y su compañero Javier González), decide retirarse tras la sexta ronda, para salvar su presupuesto para prepararse mejor para la temporada 2020.

### Cambio a la Fórmula 3
En 2020, fue descubierto por Frits van Amersfoort, quien lo fichó con su equipo Van Amersfoort Racing, en el Campeonato de Fórmula Regional Europea. El campeonato, dominado en gran medida por el Prema Powerteam el año pasado, permitió a Van Amersfoort conseguir solo dos podios el año pasado con Dan Ticktum, un piloto de Fórmula 3 muy experimentado, mientras que Sophia Flörsch no pudo anotar el podio menor. Ante cuatro Prema, y el experimentado Jüri Vips entre otros, Pierre-Louis Chovet subió a su primer podio en su cuarta carrera. Tras estas buenas actuaciones, Hitech Grand Prix decidió reclutarlo para la séptima prueba del Campeonato de Fórmula 3 de la FIA, en sustitución de Max Fewtrell.

## Resumen de carrera
| Temporada | Categoría                                          | Equipo                | Carreras | Victorias | Poles | VR | Podios | Puntos | Pos. |
| --------- | -------------------------------------------------- | --------------------- | -------- | --------- | ----- | -- | ------ | ------ | ---- |
| 2017      | Campeonato Francés de F4                           | —                     | 9        | 1         | 0     | 0  | 1      | 0      | NC†  |
| 2018      | Campeonato Francés de F4                           | —                     | 18       | 1         | 0     | 1  | 5      | 162    | 6.º  |
| 2019      | Eurofórmula Open                                   | RP Motorsport         | 7        | 0         | 0     | 0  | 0      | 2      | 23.º |
| 2020      | Campeonato de Fórmula Regional Europea             | Van Amersfoort Racing | 23       | 1         | 1     | 3  | 7      | 244    | 5.º  |
| 2020      | Campeonato de Fórmula 3 de la FIA                  | Hitech Grand Prix     | 4        | 0         | 0     | 0  | 0      | 5      | 19.º |
| 2021      | Campeonato Asiático de F3                          | Pinnacle Motorsport   | 15       | 6         | 2     | 3  | 7      | 241    | 2.º  |
| 2021      | Campeonato de Fórmula 3 de la FIA                  | Jenzer Motorsport     | 3        | 0         | 0     | 0  | 0      | 0      | 30.º |
| 2021      | Campeonato de Fórmula 3 de la FIA                  | Campos Racing         | 3        | 0         | 0     | 0  | 0      | 0      | 30.º |
| 2022      | Campeonato de Fórmula Regional Asiática            | BlackArts Racing      | 12       | 0         | 0     | 0  | 0      | 26     | 16.º |
| 2022      | Campeonato de Fórmula Regional Europea             | RPM                   | 6        | 0         | 0     | 0  | 2      | 0      | NC†  |
| 2023      | Eurocup-3                                          | Drivex                | 2        | 0         | 0     | 0  | 0      | 14     | 16.º |
| 2023      | International GT Open                              | Oregon Team           | 13       | 4         | 6     | 1  | 7      | 104    | 4.º  |
| 2023      | GT World Challenge Europe Endurance Cup            | Iron Lynx             | 1        | 0         | 0     | 0  | 0      | 0      | NC   |
| 2023      | GT World Challenge Europe Endurance Cup - Gold Cup | Iron Lynx             | 1        | 0         | 1     | 0  | 0      | 1      | 13.º |
| 2023      | Campeonato de Fórmula Regional Europea             | Saintéloc Racing      | 2        | 0         | 0     | 0  | 0      | 0      | NC†  |
| 2024      | Eurocup-3                                          | Palou Motorsport      | 2        | 0         | 0     | 0  | 0      | 0      | 31.º |
| Fuente:   |                                                    |                       |          |           |       |    |        |        |      |

- † Chovet fue piloto invitado, por lo tanto no fue apto para sumar puntos.

## Resultados

### Campeonato de Fórmula 3 de la FIA
(Clave) (negrita indica pole position) (cursiva indica vuelta rápida puntuable)

| Año  | Escudería         | 1    | 1    | 2    | 2    | 3   | 3   | 4    | 4    | 5    | 5    | 6   | 6   | 7   | 7   | 8   | 8   | 9   | 9   | Pos. | Puntos | Ref.  |
| ---- | ----------------- | ---- | ---- | ---- | ---- | --- | --- | ---- | ---- | ---- | ---- | --- | --- | --- | --- | --- | --- | --- | --- | ---- | ------ | ----- |
| 2020 | Hitech Grand Prix | SPI1 | SPI1 | SPI2 | SPI2 | BUD | BUD | SIL1 | SIL1 | SIL2 | SIL2 | BAR | BAR | SPA | SPA | MNZ | MNZ | MUG | MUG | 19.º | 5      | [ 7 ] |
| 2020 | Hitech Grand Prix |      |      |      |      |     |     |      |      |      |      |     |     | 22  | Ret | 18  | 6   |     |     | 19.º | 5      | [ 7 ] |

| Año  | Escudería         | 1   | 1   | 1   | 2   | 2   | 2   | 3   | 3   | 3   | 4   | 4   | 4   | 5   | 5   | 5   | 6   | 6   | 6   | 7   | 7   | 7   | Pos. | Puntos | Ref.  |
| ---- | ----------------- | --- | --- | --- | --- | --- | --- | --- | --- | --- | --- | --- | --- | --- | --- | --- | --- | --- | --- | --- | --- | --- | ---- | ------ | ----- |
| 2021 | Jenzer Motorsport | BAR | BAR | BAR | LEC | LEC | LEC | SPI | SPI | SPI | BUD | BUD | BUD | SPA | SPA | SPA | ZAN | ZAN | ZAN | SOC | SOC | SOC | 30.º | 0      | [ 8 ] |
| 2021 | Jenzer Motorsport | 24  | 14  | 24  |     |     |     |     |     |     |     |     |     |     |     |     |     |     |     |     |     |     | 30.º | 0      | [ 8 ] |
| 2021 | Campos Racing     |     |     |     | 18  | 15  | 28† |     |     |     |     |     |     |     |     |     |     |     |     |     |     |     | 30.º | 0      | [ 8 ] |

### Eurocup-3
(Clave) (negrita indica pole position) (cursiva indica vuelta rápida puntuable)

| Año  | Equipo | 1   | 1   | 2   | 2   | 3   | 3   | 4   | 4   | 5   | 5   | 6   | 6   | 7   | 7   | 8   | 8   | Pos. | Puntos |
| ---- | ------ | --- | --- | --- | --- | --- | --- | --- | --- | --- | --- | --- | --- | --- | --- | --- | --- | ---- | ------ |
| 2023 | Drivex | SPA | SPA | ARA | ARA | MNZ | MNZ | ZAN | ZAN | JER | JER | EST | EST | VAL | VAL | BAR | BAR | 16.º | 14     |
| 2023 | Drivex | 9   | 4   |     |     |     |     |     |     |     |     |     |     |     |     |     |     | 16.º | 14     |